# 호랑이쿠올
호랑이쿠올 또는 호랑이주머니고양이(Dasyurus maculatus)는 주머니고양이과에 속하는 유대류의 일종이다. 오스트레일리아의 토착종으로 식육동물 쿠올의 일종이다. 오스트레일리아 대륙에서 가장 큰 종이고 세계에서 가장 긴 현종하는 식육류 유대류 종(가장 큰 종은 태즈메이니아데빌)이다. 2종의 아종이 알려져 있으며, 승명아종(D. m. maculatus)은 오스트레일리아 남동부와 테즈메이니아의 습지 숲에서 발견되고, 북부 아종(D. m. gracilis)은 퀸즐랜드 주 북부의 작은 지역에서 발견되며 멸종위기종이다.

## 분류
호랑이쿠올은 대부분의 식육류 유대류 포유류를 포함하고 있는 주머니고양이과에 속한다. 1792년 스코틀랜드 작가 겸 박물학자인 로버트 커(Robert Kerr)가 처음 기술했으며, 여러 종의 아메리카 주머니쥐가 속해 있는 주머니쥐속(Didelphis)으로 분류했다. 학명 마쿨라투스(maculatus)는 반점이 있는 종을 의미한다.
2종의 아종이 알려져 있다.
- D. m. maculatus - 퀸즐랜드 주 남부부터 남쪽으로 테즈메이니아 주 지역까지 발견.
- D. m. gracilis - 퀸즐랜드 주 북동부 지역에서 고립된 개체군으로 발견되며, 환경유산보호부에서 멸종위기종으로 분류.